# Radinopsyche sellowi
El tiluchí de caatinga (Radinopsyche sellowi) es una especie de ave paseriforme de la familia Thamnophilidae, la única perteneciente al género Radinopsyche, hasta el año 2021 colocada en el género Herpsilochmus. Es endémico del noreste árido de Brasil.

## Distribución y hábitat
Se distribuye por el centro norte y este de Brasil (sur de Pará, Maranhão hacia el este hasta Río Grande do Norte y hacia el sur hasta Bahía y extremo norte de Minas Gerais).
Esta especie es considerada poco común en matorrales de la caatinga y bordes de bosques caducifolios, y localmente también en matorrales de restinga.

## Sistemática

### Descripción original
La especie R. sellowi fue descrita por primera vez por los ornitólogos estadounidense Bret M. Whitney y brasileño José Fernando Pacheco en 2000 bajo el nombre científico Herpsilochmus sellowi; la localidad tipo es: «2 km al este de Boa Nova, Bahía, Brasil (14°22'S, 40°10'W), a 760 m».

### Etimología
El nombre genérico neutro «Radinopsyche» es una composición de palabras griegas que significa ‘esbelto, de espíritu ágil’; y el nombre de la especie «sellowi», conmemora al naturalista prusiano Friedrich Sellow (1789-1831).

### Taxonomía
Por mucho tiempo fue conocido como Herpsilochmus pileatus, pero un estudio reciente demostrando que la población del sureste de Bahía es una especie diferente reveló que este nombre se aplicaba a la nueva forma, de manera que se prefirió dar un nuevo nombre a la presente especie y mantener el anterior para la población del sureste de Bahía. Las características morfológicas (el pico, los pies y las rectrices significativamente estrechos) y vocales (tanto el canto como los llamados) ya revelaban que la presente especie difiere claramente de H. pileatus y de sus parientes más próximos, al extremo de que podría merecer una separación en un género propio.
Los estudios genéticos de Harvey et al. (2020), y los análisis filogenómicos de Bravo et al. (2021) demostraron que el género Herpsilochmus no era monofilético debido a que H. sellowi es hermana de la especie Biatas nigropectus, y que todo el resto de las especies en Herpsilochmus pertenecen a un clado junto a Dysithamnus. Debido a las considerables diferencias fenotípicas entre H. sellowi y B. nigropectus no se consideró adecuado unirlas en un único género, y como no había ningún otro nombre disponible para H. sellowi, Bravo y colaboradores describieron un nuevo género monotípico Radinopsyche. El cambio taxonómico fue aprobado en la Propuesta No 915 al Comité de Clasificación de Sudamérica (SACC) en julio de 2021.